# Brasil en los Juegos Panamericanos de 2019
Brasil es uno de los países que participa en los Juegos Panamericanos de 2019 en la ciudad de Lima, Perú.

## Atletas
| Deporte    | Hombres | Mujeres | Total |
| ---------- | ------- | ------- | ----- |
| Atletismo  | 24      | 24      | 48    |
| Bádminton  | 4       | 4       | 8     |
| Baloncesto | 4       | 16      | 20    |
| Ciclismo   | 10      | 6       | 16    |
| Waterpolo  | 11      | 11      | 22    |
| Total      | 250     | 238     | 488   |